# Gheorghe Gruia

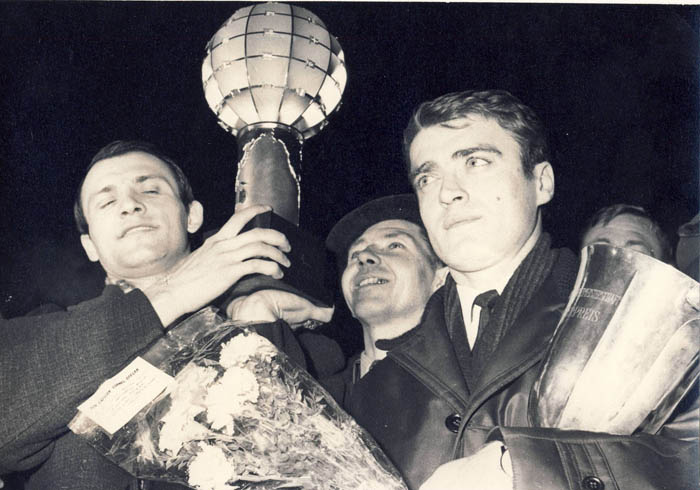
Gheorghe Gruia și Cornel Oțelea purtând Cupa Campionilor Europeni la handbal (1968)

Gheorghe Gruia Marinescu (n. 2 octombrie 1940, București – d. 9 decembrie 2015, Mexico City) a fost un handbalist român, care a făcut parte din lotul echipei naționale de handbal a României. Gruia a fost campion mondial în 1964, în Cehoslovacia, și în 1970, în Franța, medaliat cu bronz la Jocurile Olimpice de la München, din 1972, și campion european cu Steaua, în 1968. A fost de opt ori campion al României cu Steaua, în anii 1963, 1967, 1968, 1969, 1970, 1971, 1972 și 1973.
Gruia a fost unul dintre handbaliștii care nu au trecut prin filiera clasică de selecție, juniori – tineret – seniori. A fost selecționat după ce a fost văzut întâmplător jucând volei la echipa Steaua București. După trei luni de instruire intensivă a debutat în Divizia A și, după un tur de campionat, a fost cooptat direct în lotul național de seniori. În 1978, el a plecat în Mexic, contribuind semnificativ la dezvoltarea handbalului din această țară. În anul 1992, a fost numit de către IHF drept „cel mai bun handbalist al tuturor timpurilor”.
A decedat la 9 decembrie 2015, în Ciudad de México, în urma unui atac de cord. Federația Română de Handbal a decis ca, printr-o ceremonie specială din ianuarie 2016, să retragă definitiv din naționala României tricoul cu numărul 10 purtat de handbalist.

## Cariera

### La echipe de club
Gheorghe Gruia a fost, încă din tinerețe, atlet și sportiv. El a combinat mai întâi practicarea mai multor sporturi, atletismul, voleiul și handbalul. În timp ce era junior, a câștigat campionatele naționale de juniori la aruncarea suliței și la triplu salt, iar la vârsta de 21 de ani juca deja în prima ligă de volei din țara noastră.
Până la urmă, a ales să se concentreze pe un singur sport, iar acesta a fost handbalul. În 1961 a ajuns la Steaua București, club la care avea să obțină mari performanțe. În 1963, avea să câștige primul său titlu de campion al României (era totodată primul titlu al României câștigat de Steaua, după trecerea de la handbalul în 11 la cel în 7).
Avea să fie primul său titlu dintr-o serie de opt, ultimul în 1973, an în care avea să se și retragă din jocul de handbal de mare performanță. Cu Steaua, a mai reușit un succes extraordinar, în anul 1968: Cupa Campionilor Europeni, după finala de la Frankfurt pe Main împotriva cehoslovacilor de la Dukla Praga, meci câștigat cu scorul de 13-11 de formația militară.
La finala Cupei Dunării, petrecută în 1964, la Budapesta, tot cu Dukla Praga, Gruia s-a îmbolnăvit foarte grav, având o febră de 40 de grade, și o stare foarte proastă, cu dureri în gât și transpirație rece. A apelat la doctorul cehoslovac, deoarece formația Steaua nu avea medic, iar verdictul acestuia era crunt 3-4 zile la pat, ceea ce însemna că acesta rata finala, care avea loc în seara acelei zile.
Întrebat dacă Gruia va putea totuși juca, doctorul cehoslovac a fost ferm: acesta putea intra în teren doar dacă era nebun, pentru că era foarte probabil să se aleagă cu o miocardită de care nu va mai scăpa niciodată. Până la urmă, Gruia a luat medicamente, a intrat în teren, iar doctorul cehoslovac a sfătuit jucătorii formației sale ca Gruia să fie lăsat în pace, deoarece nu reprezenta un pericol.
Aceștia l-au ascultat pe doctor, însă Gruia, în starea deplorabilă în care se afla, a reușit să marcheze peste 7 goluri pentru Steaua, sub privirile înmărmurite ale doctorului formației Dukla, care se închina la fiecare reușită a românului.
Din 1973 și până în 1978, Gheorghe Gruia a fost antrenor și profesor la Academia de Înalte Studii Militare, cu specialitatea handbal. Din 1978, el s-a mutat în Mexic, fiind trimis mai întâi cu scopul de a antrena echipa națională a statului nord-american, însă a devenit un promotor al acestui sport în această țară, după ce a observat că handbalul nu fusese încă deloc popularizat acolo.

### Echipa națională
Gheorghe Gruia nu a evoluat niciodată pentru echipele naționale de juniori sau de tineret ale României, fiind selecționat direct la echipa mare, la doar un tur de campionat de la debutul său în prima ligă de handbal. În 1964, avea să joace primul său mare turneu final alături de echipa națională (după ce în 1962 cucerise bronzul la Campionatele Mondiale Studențești din Suedia).
La Campionatul Mondial de Handbal Masculin din Cehoslovacia, Gruia va deveni pentru prima oară campion mondial. În finală, România avea să treacă, cu scorul de 25-22, de selecționata Suediei, iar Gruia avea să marcheze un gol în finală pentru „tricolori”.
Între 12 și 21 ianuarie 1967 a avut loc, în Suedia, Campionatul Mondial de Handbal, iar România a reușit să câștige bronzul. Gheorghe Gruia a fost unul din principalii marcatori ai competiției, cu 34 de goluri (patru mai puține decât golgheterul vest-german Herbert Lübking). În finala mică împotriva URSS, Gruia a marcat 12 goluri, iar România a învins cu 21-19, câștigând locul al treilea și medaliile de bronz.
În 1968, a câștigat Campionatele Mondiale Universitare, disputate în Germania. A urmat a doua victorie la Campionatele Mondiale, în 1970, la turneul disputat în Franța. A marcat 30 de goluri la turneul de Campionat Mondial câștigat în finală cu 13-12 împotriva Germaniei de Est, finală în care a punctat de patru ori. În clasamentul marcatorilor de la acest turneu final a ieșit al doilea, cu un gol mai puțin decât rusul Vladimir Maksimov.
Ultimul său turneu final avea să îi aducă prima medalie olimpică, un bronz la Munchen, în Germania de Vest (1972), el câștigând acest titlu după ce a marcat 37 de goluri. România a ieșit doar pe trei, învingând în finala mică, cu scorul de 19-16, formația similară a Germaniei de Est. "Mâna de Aur" a handbalului românesc încheia astfel în forță ultimul turneu final la care a participat alături de tricolori.